# Redie

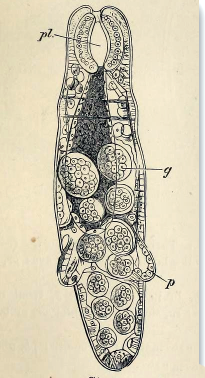
Mladá redie motolice jaterní

Redie je vývojové stádium motolic nacházející se v mezihostitelském plži. Vzniká uvnitř sporocysty z germinálních buněk. Jakmile redie dozrají, opouštějí sporocystu a migrují do hepatopankreatu plže, kde se živí tkáňovou tekutinou. Na rozdíl od sporocysty má již redie vyvinutou trávicí soustavu začínající ústní kapsulou a dále vedoucí do svalnatého jícnu. Na jícen navazuje jednoduché střevo. V kaudální polovině těla redie jsou germinální buňky, ze kterých se postupně vyvíjejí další generace redií nebo již finální stádium v plži – cerkarie. V plži obvykle probíhají 2-3 generace redií. První generace redií se nazývají mateřské redie. Ty redie, v nichž vznikají cerkarie se jmenují dceřiné redie. Každá mateřská redie dává vzniknout 4-14 dceřiných redií. Z jedné dceřiné redie se vyvine zhruba 4-20 cerkarií. Počty jednotlivých stádií redií jsou závislé zejména na druhu motolice v menší míře na druhu mezihostitele a vnějších podmínkách.